# كارلوس كونا
كارلوس كونا (بالبرتغالية: Carlos Cunha‏) هو سائق سباق برازيلي، ولد في 11 أغسطس 1999 في ساو باولو في البرازيل.